# Snejana Onopka
Snejana Onopka (Ukrainska: Снєжана Онопка], född den 15 december 1986 Sievjerodonetsk, Ukrainska SSR, Sovjetunionen är en ukrainsk fotomodell.
När Snejana Onopka var 13 år blev hon anlitad av en agentur i Kiev. När en agent från Eileen Ford såg henne ville de att hon skulle följa med till New York och när hon kom till dit ville genast amerikanska Vogue använda henne som modell i ett klädreportage - det blev succé. 
Efter detta anlitade stora modehus som Armani, Dior, Gucci, Chanel, Louis Vuitton, Yves Saint Laurent henne. Idag bor Snejana Onopka i Moskva och New York.
I september 2006 nämndes Onopka orättvist i New York Times artikel "When Is Thin Too Thin?" tillsammans med modellkollegorna Natasha Poly och Hana Soukupová.
I september 2017 återvände Onopka kort till catwalken och öppnade Natasha Zinko-visningen på London Fashion Week.
År 2021 deltog Snizhana Onopko och Alex Luna konstprojekt Somnia Disater, tillägnat 35-årsdagen av tragedin i Tjernobyl. Presentationen av projektet ägde rum på årsdagen av tragedin den 26 april på Star of Wormwood Civil Defence Museum i staden Tjernobyl. Den 28 april vid det nationella bevarandeområdet "St Sophia of Kyiv" i Kiev. Den 14-21 augusti 2021 presenterades projektet vid den 12:e internationella filmfestivalen i Odesa.